# Мадрид (Алабама)
Мадрид (енгл. Madrid) град је у америчкој савезној држави Алабама. По попису становништва из 2010. у њему је живело 350 становника.

## Демографија
Према попису становништва из 2010. у граду је живело 350 становника, што је 47 (15,5%) становника више него 2000. године.
| Група             | 2000.       | 2010.       |
| Белци             | 251 (82,8%) | 304 (86,9%) |
| Афроамериканци    | 49 (16,2%)  | 30 (8,6%)   |
| Азијати           | 1 (0,3%)    | 3 (0,9%)    |
| Хиспаноамериканци | 0 (0,0%)    | 11 (3,1%)   |
| Укупно            | 303         | 350         |